# ターリク・ミハイル・アズィーズ
ターリク・アズィーズ（アラビア語: طارق عزيز, ラテン文字転写: Tāriq Azīz、シリア語 (マクロランゲージ): ܜܪܩ ܥܙܝܙ、1936年4月28日 - 2015年6月5日）は、イラクの元政治家。副首相、外相を歴任。元ジャーナリスト。日本語の報道では、「アジズ元副首相」とされることが多い。本名は、タレク・ハンナ・ミハイル・イッサ（Tarek Hanna Mikhaïl Issa）。
イラクの閣僚には珍しくアッシリア人のカルデア教会の信徒で、イラク戦争開戦前にはローマ教皇との会談などを通じて戦争阻止を国際世論に訴えるなど旧政権のスポークスマン役を務めた。

## 生い立ち
1936年、イラク北部ニーナワー県にあるアッシリア人の町タルカイフに生まれる。父はウェイターであった。その後一家でバグダードに移住。
バグダード大学で英語とファインアートを学び、英文学修士号を取得している。学生時代に汎アラブ主義に共鳴、イギリスの影響下にあるハーシム朝打倒を訴える活動に参加していた。1957年にバアス党運動に参加、そこでサッダーム・フセインと出会う。1960年に正式にバアス党に入党する。

## ジャーナリスト
大学卒業後はジャーナリストを志し、1963年に新聞「ジャマーヒール」(al Jamahir)紙の編集局長に就任した。1964年、アブドゥッサラーム・アーリフ政権下でバアス党に対する弾圧が始まると、1966年まで隣国シリアに亡命し、一端離党。帰国後、復党するとバアス党の機関紙「アッ＝サウラ」紙の記者兼編集長になり、当時、革命指導評議会副議長だったサッダームの政策を支持する社説を書き続けた。また、自身の次男に「サッダーム」と名前を付けている（2003年12月、自筆の手紙で次男に、ズハイルと改名するように伝えた）。
この時期、「ミハイル・ユハンナ」からアラブ風の「ターリク・アズィーズ」に改名している。1974年には党地域指導部メンバー、1976年5月10日に情報大臣として閣内入りし、1977年1月23日にまで大臣職を務めた後、同年には革命指導評議会メンバーになる。

## スポークスマン

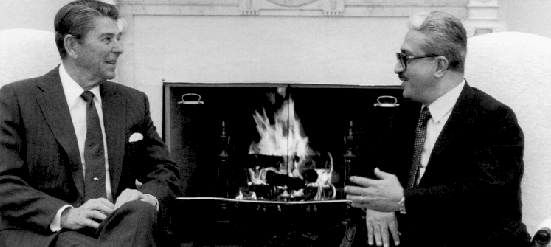
1984年11月26日、レーガンと会談するアズィーズ

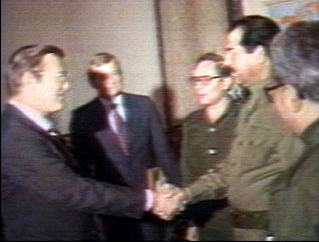
1983年12月20日、サッダームとラムズフェルドの会談に同席するアズィーズ（右から3人目）

1979年、サッダーム・フセインが大統領に就任すると、ターリク・アズィーズは副首相に就任。イラン・イラク戦争開戦後の1983年には外相に任命され、積極的に諸外国を訪問し、特に欧米諸国やソ連のイラクに対する支持や軍事支援を取り付けた。
1980年4月1日、バグダードのムスタンスィリーヤ大学でシーア派反体制派組織ダアワ党による暗殺未遂に遭い、同行していたバアス党員が死傷したが、自身は軽傷を負ったのみで難を逃れた。
1984年にはアメリカを訪問、ロナルド・レーガン大統領と会談し、冷え込んでいた対米関係を回復させ、軍事支援も取り付けるなど、外交手腕を発揮した。ちなみに、当時アズィーズの部下には、後年「コミカル・アル」として知られることとなるムハンマド・サイード・サッハーフや、ナージ・サブリー、ニザール・ハムドゥーンといった後の外相、国連大使に任命される人物がいた。また、当時レーガン政権の特使としてイラクを訪問したラムズフェルドとサッダームとの会談にも立ち会っている。
湾岸戦争が始まるとイラクの正当性を訴える政権のスポークスマンとして、流暢な英語でバグダードを訪れている海外メディアを相手に連日記者会見し、アメリカや反イラク陣営に回るアラブ・湾岸諸国を非難した。戦争阻止に向けて各国要人と会談、特にソ連に対して開戦阻止に向けて外交努力を行うよう求めた。
ジュネーヴでのハワード・H・ベーカーJr.国務長官との最終交渉ではクウェートからの即時撤退、イラクが国際社会から孤立してる現状を記したジョージ・H・W・ブッシュ大統領の親書を手渡されると「このような手紙を我が大統領閣下には渡せない」と付き返し交渉は決裂した。
ちなみにアズィーズ自身はフセインから直前にクウェート侵攻について知らされ、その無謀さに驚きクウェート侵攻反対を訴えを遠回しに言及するため、苦肉の策としてあえてサウジアラビア侵攻を唱えたと言われる。クウェートに侵入すれば米軍がサウジに進駐してくるので、サウジごと占領すべきだという意味で、計画の代償を伝えたかったのだが、この案を本気で受け取ったフセインに逆にたしなめられて、侵攻計画を止めることに失敗した。
湾岸戦争終結後の1991年、外相を解任(一説には辞任)されたが副首相職は留任。国連による武器査察の対応と経済制裁解除に向けた動きに奔走し、国連査察団からの米英人を排除するよう訴えた。
外相職を退いた理由は、貿易業を営んでいたアズィーズの長男ズィアド・アズィーズが父親の立場を利用して不正に利益を得ているとして逮捕されたためと報じられている。2001年8月にもズィアドは汚職と職権乱用で逮捕され、禁錮22年を求刑された。その際には副首相辞任を申し出たが、フセインに慰留(または辞任を受け入れた後に再任)された。
ズィアドの逮捕は、大統領の長男であるウダイ・サッダーム・フセインとズィアドとの間に貿易に関しての縄張り争いがあったこと、ウダイがアズィーズを嫌っていたことが原因と見られている。

## イラク戦争〜政権崩壊
2003年2月、アズィーズはバチカンを訪れローマ教皇ヨハネ・パウロ2世と会談。会談後の記者会見で米英がイラクを攻撃すれば、世界のムスリムが「十字軍の再来」と受け取るだろうと警告した。
開戦前夜の3月19日にアズィーズがクルディスタン地域に逃亡を図るも、失敗して射殺されたという報道が流れたが、すぐにバグダードで記者会見し、報道を否定した。開戦中も時折、報道陣に姿を見せたがバグダード陥落後は姿を消した。アズィーズの邸宅は政権崩壊後、暴徒に荒らされ、家財道具等が略奪された。

## 身柄拘束
2003年4月24日、アズィーズは米軍に投降した。投降前、アズィーズは衛星電話を通して米国にいる友人に対し、投降について相談しており、投降する条件として家族の身の安全の保障を求めていたという。投降する数日前から心臓発作を起こしており、投降する際には医師が同行していた。

## 獄中での生活
2005年5月に英紙「オブザーバー」はアズィーズの獄中からの手紙を公表。この手紙でアズィーズは国際機関に対して、収容者に対する環境の改善を訴えた。手紙では自身は一日中監視され、家族からの手紙、連絡、面会も許されていないとし、裁判も公正な手続きで行われていないとしている。
同年8月に彼の家族が、アズィーズが収容施設で糖尿病と心臓病を患い、薬を投与されていると語った。
2006年5月、ドゥジャイル事件裁判では、被告側証人として出廷し、サッダーム・フセインとフセインの異父弟であるバルザーン・イブラーヒーム・ハサンを弁護した。
アズィーズは法廷でサッダームは自身の暗殺未遂を受けて、犯人を罰するように命令しただけだとし、『国家元首が暗殺を受けたなら、国は行動を起こすことを当時の憲法に明記していた。犯人が武器を所持していたならば、彼らは逮捕されなければならず、裁判を受けるのは当然のこと』と語り、そして、暗殺を実行したのはシーア派政党のダアワ党であり、自分もダアワ党から暗殺未遂を受けたとして、『暗殺犯の指導者が今の首相であるイブラーヒーム・ジャアファリーだ。彼らは当時、罪の無いイラク国民を多く殺した』と現政権を非難した。
最後に『サッダームは私の何十年にも渡る盟友、同志。そしてバルザーンは私の親友、兄弟である。彼らはドゥジャイルの件に何の関係も無い』と弁護した。
2006年12月のフセイン処刑後に面会した弁護士によれば、アズィーズは『サッダームは友人だった。私は彼を愛していた。彼ら(イラク新政府)はサッダームだけでなくイラク共和国をも殺した』『私の一部が死んでしまった』と言って滂沱の涙を流し、『本当のサッダームについて本を書く』と述べたという。
2007年3月5日、アンファール作戦についての裁判に弁護側証人として出廷、フセインを「英雄」と讃え、「イラク政府によるクルド人虐殺は無かった」と言い切り、クルド人の裁判長を激怒させた。イラクの関与を否定する証拠として、1989年に国防総省の情報機関が提出した「Seaman」と呼ばれる報告書と、アメリカの雑誌「ニューヨーカー」に掲載されたミルトン・ビオーストの記事を挙げ、「クルド人虐殺はイランによるものだ」と証言した。
アッ＝シャルク・アル＝アウサト紙が、ターリク・アズィーズが弁護士に語った事として伝えたところに拠れば、釈放後はイラクではなく、「イタリア・ローマに移住したい。ローマ教皇やイタリア政府が歓迎してくれたからだ」という希望を話し、既にサッダームについての本を執筆中で、人生で最も苦しかった時はサッダームの処刑を見せられた時と言い、獄中では必要最低限の医療行為しかされない事を不満に思っているという。
また、別のイタリア人弁護士を通じてウラジーミル・プーチン大統領に対し、早期釈放支援とモスクワでの病気治療を求めるメッセージを送っている。
2007年7月21日、アズィーズの弁護人を務めるバディーウ・イッザト・アーリフ弁護士はアズィーズが同月17日に米軍の拘置施設で何度も意識を失い、バグダード国際空港から、イラク中部のバラド基地の医療施設に緊急搬送されたと語った。翌日には1991年のシーア派ウラマー殺害と、1999年のムハンマド・サーディク・アッ＝サドル殺害に関与したという容疑で尋問のため裁判所への出頭命令が出されており、尋問を迅速に遂行するためにイラク政府が米軍に治療を要請したと見られている。アズィーズは治療を受けた後、回復したとしてバグダードの拘置所に戻された。
健康上の問題は年相応のものであり、特別な問題は無いとする米軍とイラク政府に対し、アズィーズの弁護士と長男は、起訴の無いままに長期間の拘留が続けられていることは不当であり、健康状態の悪化にもかかわらず充分な医療行為が受けられていないとしてイラク政府とイラク高等法廷を非難し、強い不信を表明している。
2007年12月11日、AFP通信の電話インタビューに応じた長男ズィアドに拠れば、アズィーズは拘置施設内で心臓発作を起こし、処置を受けたという。
2007年12月25日、カルデア・カトリック教会のインマニュエル・デッリー枢機卿は、人道的見地からアズィーズの釈放を求めた。
英紙タイムズは2008年3月21日、アズィーズが深刻な肺疾患を患っており、イラク政府が4月末に開廷するとしている裁判の判決や、盛んに行われている釈放要求が実を結ぶ前に、彼が死去する可能性があることを報じた。
2010年1月17日、アズィーズが1月15日に拘置所の独房で脳卒中を起こして倒れ、バグダードにあるアメリカ陸軍病院に搬送されたが、脳卒中が原因の言語症により、会話することが不可能になったとアズィーズの長男ズィアドが明らかにした。ズィアドによれば、容態に関する情報はアズィーズと同じ拘置施設に収監されている収容者から聞かされたと明かし、父がイラク戦争以前から軽い脳卒中を患っており、長い拘留生活でそれが悪化したのではとの見方を示したうえで、イラク政府に対して高齢の父を即時釈放するよう求めた。イラク駐留アメリカ軍もアズィーズが治療のため1月14日に同軍の病院に搬送されたが、状態は回復していると述べた。どのような病状で搬送されたのかについては、「患者のプライバシー」を理由に明らかにしなかった。
一方、アズィーズの弁護人を務めるアーリフ弁護士は、アズィーズが搬送されたのはバグダードの病院ではなく、イラク中部にあるバラド基地のアメリカ軍病院であるとし、当初は「容態は深刻」との見方を示していたが、翌18日にアメリカ軍と連絡を取り、同軍当局者からアズィーズの容態が安定し、快方に向かっていると告げられたことを明かした。しかし、アーリフによればアメリカ軍が『初めはアズィーズが脳卒中であると言っていたが、後でそれを否定した』と語った。 また、長男ズィアドも『父に何が起こったのか確認したい』と述べ、アメリカ軍やイラク当局、赤十字が自分に情報を提供することを拒否したと語り、国際人権組織の介入を求めた。
2003年の拘束以来、バグダードにある米軍拘置施設「キャンプ・クロッパー」に他の旧政権高官と共に拘留されていたが、2010年7月14日、キャンプ・クロッパーの権限がイラク側に返還されることになったため、アズィーズを含む旧政権高官55人はイラク警察に引き渡され、バグダードのカーズィミーヤ地区にあるカルフ刑務所に収監された。この措置に対し、アズィーズの長男ズィアドとアーリフ弁護士はアズィーズの待遇の面などで懸念を表明している。
アーリフ弁護士はイラク当局にアズィーズを含む他の旧政権高官との面会の許可を求め、イラク司法省のブシュウ・イブラーヒーム司法次官から許可を得、7月19日に面会のためイラクを訪れるはずであったが、突然、イラク側から「7月18日にアズィーズの裁判が始まる」と通告を受けて面会を拒否されたとAP通信に明らかにした。
イギリスの新聞「ガーディアン」は、8月6日付の同紙でアズィーズのインタビュー記事を掲載した。
インタビューはバグダードの刑務所の中で行われた。記事によるとアズィーズは、イラクは米英の犠牲者であると述べ、「30年の間サッダームはイラクを建設してきたが、現在それは破壊された。以前より、多くの病人がおり、（国民は）より飢えている。人々はサービスを受けられず、毎日数十人が死んでいる」と語った。 また、バラク・オバマ大統領については、「私は彼（オバマ）がブッシュの間違いを訂正しそうであると思ったので、大統領に当選したとき、私は励まされた」とオバマの大統領就任に期待を抱いていたとしつつ、「しかし、オバマは偽善者だ。彼はオオカミを残してイラクを去ろうとしている」と語り、オバマ政権が治安を悪化させたまま、イラクから米軍戦闘部隊を撤退させようとしていると非難し、米軍駐留継続を望むとも受け取れる発言をした。
サッダーム・フセインに関する質問では、「私は彼に大きな尊敬と愛情を感じている」「サッダームは国を建設して、国民に仕えた。私は彼が間違っていたというあなた方（西側）の意見を受け入れることはできない」とフセインの死後も変わらぬ忠誠心を語っている。
8月8日、長男ズィアドはAP通信のインタビューに対し、父は刑務所内で健康を悪化させたが、士気は良好だと語った。また、現在は背中と足の痛みを訴えて歩行が困難となり、移動する際は車椅子を使用していると述べた。その他にもアズィーズは歯肉感染症も患っており、入れ歯が必要だが、刑務所内には歯科医がいないため入れ歯を作ず、固形食品を食べることが出来ないという。ズィアドによれば、これらのアズィーズの健康情報は、7月30日にバグダードの刑務所を訪れて本人と面会をしたズィアドの母と姉から知らされたと語った。 刑務所内での待遇については、比較的丁寧に扱われており、刑務官の処置を評価する一方で、独房が小さく他の収容者と共有しており非常に狭いと語った。
9月5日、アズィーズは刑務所内でAP通信とのインタビューに応じ、74歳という高齢と禁錮15年という刑期から、自分は刑務所内で死ぬだろうと語った。一方、米軍の戦闘部隊撤退やイラクの政治情勢についてはコメントを辞退した。また、「私は疲れきった。しかし、私はイラクとイラク国民が幸福になれば良い」とも語った。
長男ズィアドはAFP通信の取材に対し、イラク政府は父が刑務所内で死ぬことを望んでいると語り、「彼らが父の健康を本当に心配するならば、彼らは父に適当な医療管理を提供して、父を病院に行かせたでしょう」と述べ、イラク政府が父を解放する徴候は無いと語った。 一方、アズィーズの弁護人のアーリフ弁護士は、イラクのヌーリー・マーリキー首相の側近の一人が彼に接触し、アズィーズの健康状態を考慮して、釈放を検討していると述べたと語った。アーリフによれば、その首相側近は「タラバーニ大統領の許可が出れば釈放できる」と述べたという。 しかし、マーリキー首相の補佐官の一人はAFP通信の取材に対し、「我々はターリク・アズィーズを釈放するなど考えていない」とアーリフの発言を真っ向から否定している。
10月29日、ズィアドはAFP通信に対して、アズィーズが収容者に毎月1回認められている友人や関係者との面会が出来なかったとして、25人の収容者と共に28日からハンストに入ったことを明らかにした。ズィアドは「父は友人との面会を許されなかった。私は彼にアンマンから送った薬や雑誌、本などを託していた」と述べ、「父は薬を手にするのに11月末まで待たなければならない。」と批判した。
2011年8月18日、アズィーズが「速やかな死刑執行」を望んでいるとイッザト・バディーウ弁護士が明らかにした。バディーウ弁護士によれば、アズィーズの健康は悪化しており、糖尿病の他、高血圧、心臓疾患、胃潰瘍、前立腺ガンなどの病気を併発しているとされ、病気に苦しむよりかは速やかに自身の死刑を執行するようマーリキー首相に求めたとされる。刑務所での待遇は丁寧に扱われているとバディーウ弁護士に述べたという。
2015年6月5日、ジーカール県・ナーシリーヤのフセイン病院で死去した。79歳であった。娘のザイナブによれば、亡くなる前日に家族が刑務所を訪れたが、アズィーズは寝たきりの状態で会話は出来なかったという。アズィーズは死刑囚としてイラク南部の刑務所で収監されていたが、5日の日に心臓発作を起こし病院に搬送されたが、まもなく死亡したという。

## 裁判
2004年7月1日、イラク特別法廷（現・イラク高等法廷）にて「人道に対する罪」「戦争犯罪」等で訴追される。アズィーズは、予審にて『私は教養のある政治家で国民の弾圧には関与していない』と無罪を主張した。予審の前日に、身柄が米軍からイラク暫定政府に移ったことを説明するためにアズィーズを含む被告12人と面会したサーリム・チャラビー・特別法廷長官（当時）によると、面会の間アズィーズは終始無言で一言も喋らなかったという。
2005年6月26日、特別法廷側が同月21日に行なわれたアズィーズの審問の模様を収めたビデオ映像を公開した。この中でアズィーズは、フセイン元大統領が1980年代以降、絶対的独裁者となり、1991年3月のシーア派住民の反政府蜂起弾圧も、側近に諮らないままフセインが独断で命令を下したと供述した。
映像内のアズィーズは白いつなぎの服を着ており、『80年代のいつだったかは思い出せないが、大統領は（旧政権の最高意思決定機関）革命指導評議会に諮らなくても法的効力を持つ政令布告の権限を持つという指令が出された』と証言。「その指令を誰が出したのか」との予審判事の質問に対しては『大統領自身だ』と答えた。
さらに、イラク南部で何千人ものシーア派住民が殺害された91年の反政府蜂起弾圧当時の自身の立場について、アズィーズは『私は外相だった。副首相などを兼任していたものの、自分には弾圧の権限はなかった』と主張。『一部幹部が南部へ行ったとは聞いたが、何をしていたのか知らなかった。私は外相だから報告は届いていなかった』と弁明した。
2008年4月29日、アズィーズは、1992年に42人の食料販売商を政府の価格統制に背いたという理由で処刑を命じたとして、イラク高等法廷に被告人として出廷したが、共同被告のアリー・ハサン・アル＝マジードが病気のため出廷できなかったため、公判は5月20日まで延期とされた。
この裁判ではアズィーズ、アリー・ハサンのほかに、マフムード元大統領秘書官、ワトバーン元内相、サブアーウィー元総合治安局長、ミズバーン元革命指導評議会メンバー、フダイル元財務相、フワイシュ元イラク中央銀行総裁が被告として訴えられている。AFP通信の報道によれば、検察側が起訴事実の要旨を読み上げて閉廷した。
しかしアズィーズの弁護を引き受けた海外の弁護団にイラク入国のビザが発給されなかったため、アズィーズの弁護団はこの日の裁判に出廷できなかった。
5月20日、裁判は再開され、アズィーズも他の被告とともに出廷した。アズィーズは法廷にて、この裁判は自分をかつて暗殺しようとした、シーア派勢力主導のイラク現政府による報復裁判であると批判し、無罪を主張した。また、サッダーム政権とRCC指導部の一員であったことを誇りに思うと述べた。
検察側は、アズィーズが当時RCCメンバーとしてサッダームの決定に反対もせず従ったとして、共謀の罪で起訴した。これに対して弁護側は、商人が処刑された時にアズィーズは外相としてヨーロッパを訪問しており、国内問題には関与できなかったと反論した。
2009年3月11日、高等法廷はアズィーズの有罪を認め、禁固15年の判決を下した。判決の朗読中、アズィーズは一言も言葉を発せず、終始目を瞑っていたが、判決朗読前に裁判長に対して椅子に座る許可を求めた。アンマンに在住のアズィーズの長男ズィアドは『不当な判決で、父はこの事件に巻き込まれた』と判決内容を批判した。
2008年5月27日、アズィーズの弁護人バディーウ・イッザト・アーリフによるとイラク高等法廷の検察側が、アズィーズの新たな容疑としてマスウード・バルザーニ・クルディスタン地方政府大統領の出身部族、バルザーニ部族の虐殺容疑を訴因に加えたと語った。バディー弁護士は、法廷側がアズィーズの殺害を試みている、あるいは拘束を続けようとしているが、どのような容疑で告発しても有罪にする事が困難であるので、より長期刑務所に留めようとしていると述べた。
2008年11月23日には、1999年に起きた大アーヤトッラー・サーディク・アッ＝サドルの暗殺後にバグダードのサッダームシティーで発生した市民の抗議運動を発端にしたシーア派住民の第2次民衆蜂起の弾圧を指導したとして、イラク高等法廷に出廷した。
法廷で、ムンキス・アル＝ファールーン首席検事は起訴状で、当時のバアス党の文書を引用しながら、市民のデモ隊に対し、民兵組織「フェダーイーン・サッダーム」が無差別に発砲し、デモに参加していなかった市民も含む16人が死亡。アマーラでも同様の事件で14人が殺害されたとした。また事件の犠牲者たちの遺族には、殺害された親族の葬儀が許可されなかったとしている。
この件についてアズィーズは、『この事件について弁護士と充分話し合う時間が無かった』と不満をもらし、弁護団との相談の時間を与えるよう注文を付けた。
2009年3月2日、イラク高等法廷はこの容疑についてアズィーズに無罪の判決を言い渡している。
09年1月26日、イラク北部のファイル村に住むシーア派クルド人、いわゆるファイリー・クルド人をイラン・イラク戦争下に「イラン人」だとして国外追放、大量殺害、化学兵器による攻撃とイラン軍に対する「人間の盾」に利用したとして、これらの容疑を裁く法廷にアズィーズは被告人として出廷し、2010年11月29日に禁錮10年の判決を言い渡された。
8月2日、アズィーズはイラク北部に住むクルド人の強制移住政策に責任が有ったとして高等法廷により、禁錮7年の判決を言い渡された。アーリフ弁護士は判決後、「政治的な判決」であるとして、判決に対する非難声明を出した。
2010年1月18日、1990年代に南部の都市ナースィリーヤにおいて民兵組織フェダーイーン・サッダームが、反体制組織ダアワ党のメンバーを斬首した虐殺事件を裁く公判にも被告として出廷した。
10年7月18日、アズィーズは旧政権時代に公金横領を行った容疑で、イラク高等法廷に出廷した。
10年10月26日、イラク高等法廷はアズィーズが1980年代に旧政権下で行われたシーア派政党「ダアワ党」に対する弾圧や党員の殺害など、「計画殺人」「人道に対する罪」を犯した十分な証拠があるとし、アズィーズに死刑の判決を下した。他に「拷問を命じた」とされる容疑については禁錮15年、「拷問に参加した」容疑では禁錮10年の判決を下し、アズィーズの全財産没収を命じている。判決文を聞く前、マフムード・サーリフ・アル＝ハサン裁判長はアズィーズに補聴器を付けるように命じた。脳卒中の影響からか、アズィーズの口は歪んでおり、被告席の手すりに掴まりながら時折、頭を下に垂れながら判決を無表情で聞いていた。
判決について、欧州連合は死刑廃止という理念から刑の執行を停止するよう声明を発表し、ローマ教皇庁も死刑執行停止を求める声明を発表した。この他、ロシア政府やイタリア政府もアズィーズの死刑執行停止を求めている。
アズィーズの個人弁護人であるアーリフ弁護士は、先週ウィキリークスによって公表された米軍内部文書にイラク軍・警察による拷問や虐待の実態が含まれていたため、その事実から目をそらすそうとするための政治的判決であると批判した。アズィーズの長男ズィアドもAP通信に対し、判決が非論理的で不公正であると話し、ダアワ党が1980年代にアズィーズを暗殺しようとした点を指摘し、「ターリク・アズィーズは宗教政党の犠牲者であったが、今は犯罪者にされてしまった」と述べた。
弁護団のメンバーであるイタリア人のジョヴァンニ・ディ・ステファノはAFP通信のインタビューに対し、アズィーズが恐らく死刑判決について抗告しないだろうと述べた。理由についてステファノは、抗告すれば裁判と法廷の正当性を認めることになるとアズィーズが考えているとし、抗告の代わりに国連人権理事会と米州人権委員会に訴えると語った。ステファノは、米州人権委には死刑執行のためアズィーズの身柄を米側からイラク側に引き渡すのを阻止する権限があると述べると共に、アズィーズは国際社会とサッダームとの協定を知っている「やっかいな」人物として、政権の意志決定から排除されていたと語った。
11月17日、死刑廃止論者でもあるジャラル・タラバニ大統領はフランスのテレビ局「France 24」の番組に出演し、ターリク・アズィーズの死刑執行のサインには署名しないと表明した。その理由としてタラバーニは「アズィーズがキリスト教徒であること」や「70を越えた老人である」点をあげ、アズィーズに同情すると語った。
ステファノ弁護士も弁護団として抗告では無く、タラバニ大統領に正式に恩赦を求めるとしている。
しかし、イラク司法省報道官は、「大統領の署名が無くても死刑は執行できる」とし、理由として大統領が判決内容に対して再審を命じているわけでは無いからだと述べた。
2011年4月21日、旧反体制派指導者ターリブ・アッ＝スハイル・アッ＝タミーミーが、1994年にベイルートで旧政権情報機関によって暗殺された事件を審理する裁判において、イラク高等法廷はアズィーズに対し、証拠不十分で無罪の判決を言い渡した。